# 瀬戸SOLAN小学校
瀬戸SOLAN小学校（せとソランしょうがっこう、Seto SOLAN Primary School）は、愛知県瀬戸市道泉町76-1にある私立小学校。運営法人は株式会社教育システム。神奈川県相模原市にある私立LCA国際小学校の提携校である。2023年4月1日から学校法人認可され、設置者が株式会社教育システムから学校法人ＳＯＬＡＮ学園になった。2025年4月中学校開設で小中一貫校となり校名も「瀬戸ＳＯＬＡＮ学園　初等中等部」と改められた。

## 歴史
2020年（令和2年）3月には瀬戸市立本山中学校が閉校し、瀬戸市立にじの丘学園に統合された。本山中学校の跡地を利用して、2021年に瀬戸SOLAN小学校が開校した。2021年（令和3年）4月の開校時には1年生から3年生までの計200人を定員として募集し、定員の19%に相当する38人が入学した。

## 特色
規制緩和により、2003年（平成15年）に学校設置者として株式会社、NPO法人が認められ、一条校の学校を設立することが可能となった。設置者が株式会社である場合には、私学助成金や税制優遇措置が適用されない。愛知県では4校目の私立小学校であるが、運営法人が株式会社であるのは初となる。学費など年162万円かかる。
瀬戸市が採用している教科書を使い、学習指導要領に則った教育を行う。各クラスには日本人と外国人の2人の担任がおり、授業の40%は英語で行われる。校名の「SOLAN」は、「宙」（そら）、「Language」（言葉）、「Local　Area」（地域）の意味が込められている。建築家の手塚貴晴・手塚由比が校舎の設計を手掛けた。
神奈川県のLCA国際小学校と提携し、英語カリキュラムや指導実績を共有。修士・博士号所持者、海外での指導経験、著書執筆などのスタッフをそろえる。1コマの授業時間は固定化せず、チャイムも鳴らさない。時間割も1年間固定せず、教科の知識・技能を確実に習得する習得型の授業は15分、しっかりと考える時間も加えた教科の学習は30分または45分。活用型や探究型のように、課題解決を取り組んでいく授業は90分を予定。
開校の際には本山中学校の校舎の構造を生かしながら、内装工事やエアコン工事が行われた。最大の特長は中庭に屋根をつけて新設したラーニングコモンズである。

## 関係者

### 歴代理事長
- 2021年～ 長尾幸彦（ながお・ゆきひこ）株式会社教育システム代表取締役。1965年名古屋市生まれ。愛知県立中村高校29回生。学習院大学卒業。同社は学校図書館管理システムのソフトベンダーとして国内トップシェアを誇り、横浜市、名古屋市、京都市で全市採用されるなど全国約 5,400 校のユーザーを抱え、そのサポートを 15 年以上継続している。同社の現在の資本金 1,000 万円。学校設立にあたっての資金調達には、長尾氏の親族企業 2 社（株式会社アオキ及び有限会社御田商事）が連帯保証している。

### 校長
- 横藤雅人。1955年北海道生まれ。1978年北海道教育大学教育学部卒業。道内の小学校教諭、教頭、校長として勤務。2016年から北海道教育大学学校臨床教授。
- 大立目佳久。2024年に就任。

### 副校長
- 三宅貴久子。1956年鹿児島県生まれ。鹿児島大学教育学部卒業。鹿児島の公立中学校、岡山県の公立小学校、養護学校教諭を経て関西大学初等部6年主任。2016年3月に同校を退職。
- 村岡明。1985年に埼玉大学教育学部を卒業。株式会社ジャストシステムビジネス企画室出身。開発した「ジャストスマイル」は全国8割の小学校に導入されているという。 光村図書の国語と生活科の教科書を編集。法人ビジネス企画部長時代、「定型的なケースを場合分けして知識を教える従来型の教育ではなく、子どもたちが自分で判断できる力を育てたい」と話していた。2021年度途中で副校長を退任。
- 山田頌。村岡明の後任として2021年に就任。2013年愛知教育大学大学院修士課程修了。2020年までベトナムのハノイ日本国際学校で教頭を務めていた。